# Betty Taylor
Elizabeth Garner Taylor-Campbell, detta Betty (Ingersoll, 22 febbraio 1916 – 5 febbraio 1977), è stata un'ostacolista canadese.

## Biografia
Nel 1932 prese parte ai Giochi olimpici di Los Angeles, dove fu eliminata alle qualificazioni della gara degli 80 metri ostacoli. Due anni dopo, nel 1934, vinse la medaglia d'argento ai Giochi dell'Impero Britannico e all'ultima edizione dei Giochi mondiali femminili, sempre nella medesima disciplina.
La sua ultima medaglia in una competizione internazionale su quella di bronzo vinta ai Giochi olimpici di Berlino del 1936.

## Palmarès
| Anno | Manifestazione                | Sede        | Evento            | Risultato     | Prestazione   | Note |
| ---- | ----------------------------- | ----------- | ----------------- | ------------- | ------------- | ---- |
| 1932 | Giochi olimpici               | Los Angeles | 80 metri ostacoli | elim. qualif. | 12"0          |      |
| 1934 | Giochi dell'Impero Britannico | Londra      | 80 metri ostacoli | Argento       | 11"9          |      |
| 1934 | Giochi mondiali femminili     | Londra      | 80 metri ostacoli | Argento       | 11"7          |      |
| 1936 | Giochi olimpici               | Berlino     | 80 metri ostacoli | Bronzo        | 11"7 (11"811) |      |